# Boxe nos Jogos Pan-Americanos de 2019 - Peso mosca
A categoria até 52 kg ou mosca do boxe nos Jogos Pan-Americanos de 2019, foi disputada entre 28 e 1 de agosto na Villa Desportiva Regional de Callao, no Coliseu Miguel Grau.

## Calendário
Horário local (UTC-5).
| Data        | Horário | Fase             |
| ----------- | ------- | ---------------- |
| 28 de julho | 14:00   | Quartas-de-final |
| 30 de julho | 13:00   | Semifinal        |
| 1 de agosto | 19:00   | Final            |

## Medalhistas
| Ouro   | DOM Rodrigo Marte                    |
| Prata  | CUB Yosvany Veitía                   |
| Bronze | PUR Yankiel Rivera ARG Ramón Quiroga |

## Resultados
Os resultados foram os seguintes. 

### Chave
|  | Quartas de final     | Quartas de final     | Quartas de final |  |  | Semifinal          | Semifinal          | Semifinal         |   |                    | Final              | Final | Final |
|  |                      |                      |                  |  |  |                    |                    |                   |   |                    |                    |       |       |
|  | CUB Yosvany Veitía   | CUB Yosvany Veitía   | 5                |  |  |                    |                    |                   |   |                    |                    |       |       |
|  | COL Yilmar Landázury | COL Yilmar Landázury | 0                |  |  | CUB Yosvany Veitía | CUB Yosvany Veitía | 5                 |   |                    |                    |       |       |
|  | PER Rogger Rivera    | PER Rogger Rivera    | 0                |  |  | PUR Yankiel Rivera | PUR Yankiel Rivera | 0                 |   |                    |                    |       |       |
|  | PUR Yankiel Rivera   | PUR Yankiel Rivera   | 5                |  |  |                    |                    |                   |   | CUB Yosvany Veitía | CUB Yosvany Veitía | 1     |       |
|  | ARG Ramón Quiroga    | ARG Ramón Quiroga    | 5                |  |  |                    | DOM Rodrigo Marte  | DOM Rodrigo Marte | 4 |                    |                    |       |       |
|  | MEX Miguel Capilla   | MEX Miguel Capilla   | 0                |  |  | ARG Ramón Quiroga  | ARG Ramón Quiroga  | 0                 |   |                    |                    |       |       |
|  | DOM Rodrigo Marte    | DOM Rodrigo Marte    | 5                |  |  | DOM Rodrigo Marte  | DOM Rodrigo Marte  | 5                 |   |                    |                    |       |       |
|  | CHI Héctor Tapia     | CHI Héctor Tapia     | 0                |  |  |                    |                    |                   |   |                    |                    |       |       |
|  |                      |                      |                  |  |  |                    |                    |                   |   |                    |                    |       |       |
|  |                      |                      |                  |  |  |                    |                    |                   |   |                    |                    |       |       |